# Octahectogone
Un octahectogone[réf. nécessaire] est un polygone à 800 sommets, donc 800 côtés et 318 800 diagonales.
La somme des angles internes d'un 800-gone non croisé vaut 19 700 degrés.

## 800-gones réguliers
Un 800-gone régulier est un 800-gone dont les côtés ont même longueur et dont les angles internes ont même mesure. Il y en a 160 : 159 étoilés (notés {800/k} pour k impair de 3 à 399 sauf les multiples de 5) et un convexe (noté {800}). C'est de ce dernier qu'il s'agit lorsqu'on dit « le 800-gone régulier ».

## Caractéristiques du 800-gone régulier
Chacun des 800 angles au centre mesure {\displaystyle {\frac {360^{\circ }}{800}}=0{,}45^{\circ }} et chaque angle interne mesure {\displaystyle {\frac {143\,640^{\circ }}{800}}=179{,}55^{\circ }}.
Si a est la longueur d'une arête :
- le périmètre vaut {\displaystyle P=800\,a} ;
- l'aire vaut {\displaystyle A=200\,a^{2}\cot \left({\frac {\pi }{800}}\right)} ;
- l'apothème vaut {\displaystyle H={\frac {2\,A}{P}}={\frac {a}{2}}\cot \left({\frac {\pi }{800}}\right)} ;
- le rayon vaut {\displaystyle R={\frac {H}{\cos \left({\frac {\pi }{800}}\right)}}={\frac {a}{2\sin \left({\frac {\pi }{800}}\right)}}}.